# Náhodná matice
Náhodná matice je matice, jejíž prvky jsou náhodné veličiny případně pseudonáhodná čísla. Tato čísla mohou pocházet z libovolného rozdělení, v praxi se však nejčastěji vyskytují matice s normálním (Gaussovým) rozdělením. Náhodné matice nacházejí široké uplatnění v matematickém modelování procesů jako je např. chování plynů, radioaktivní rozpad, ale také v dopravních modelech (modelování tvorby kolon).

## Typy náhodných matic
Dále se zaměříme pouze na matice, jejichž prvky jsou gaussovsky rozděleny a matice jsou hermitovské, resp. symetrické

### Gaussovské ortogonální matice (Gaussian orthogonal ensemble) - zkr. GOE(N)
Jedná se o množinu čtvercových reálných symetrických matic řádu N, jejichž prvky jsou statisticky nezávislé gaussovsky rozdělené náhodné veličiny. Pro prvek aij tedy platí
aij ~ N(μ,σ2) pro i < j
aij ~ N(μ,2σ2) pro i = j
Další vlastností těchto matic je, že po transformaci UTAU, kde U představuje ortogonální matici řádu N, získáme náhodnou matici patřící do množiny GOE(N).

### Gaussovské unitární matice (Gaussian unitary ensemble) - zkr. GUE(N)
Množina GUE(N) představuje náhodné čtvercové hermitovské matice řádu N. Prvky těchto matic mají opět normální rozdělení. Pro reálnou část prvku platí stejná definice jako v případě matic z množiny GOE(N), imaginární část je náhodná veličina s rozdělením N(μ,σ2), avšak diagonální prvky mají imaginární část nulovou, aby matice byla hermitovská.
Po transformaci UHAU, kde U představuje unitární matici řádu N, získáme opět náhodnou matici patřící do množiny GUE(N).

### Gaussovské symplektické matice (Gaussian symplectic ensemble) - zkr. GSE(2N)
Množina GSE(N) je tvořena čtvercovými kvaternionovými hermitovskými maticemi řádu 2N. Prvky těchto matic mají opět normální rozdělení. Pro reálnou část prvku platí stejná definice jako v případě matic z množiny GOE(N), imaginární části jsou náhodné veličiny s rozdělením N(μ,σ2), avšak diagonální prvky mají imaginární část nulovou, aby matice byla hermitovská.
Po transformaci U−1AU, kde U představuje symplektickou matici řádu 2N, získáme opět náhodnou matici patřící do množiny GSE(2N).

### Pásové náhodné matice (Band random matrix ensemble) - zkr. BRME(N)
Jedná se o množinu reálných symetrických náhodných čtvercových matic řádu N, pro jejichž prvky platí
aij = 0 pro |i - j| ≥ b,
kde b představuje tzv. poloviční šířku pásu. Pro ostatní prvky platí stejná definice jako pro matice z množiny GOE(N).
V případě, že zvolíme b = 1 získáme diagonální náhodnou matici, pro volbu b = N dostaneme matici z množiny GOE(N).
Ukázka pásové matice (pro N = 4, b = 2):
{\displaystyle {\begin{pmatrix}1&5&0&0\\5&2&6&0\\0&6&3&7\\0&0&7&4\end{pmatrix}}}

## Statistická nezávislost
Pro všechny matice typu GOE, GUE či GSE musí platit, že diagonální prvky a všechny části naddiagonálních prvků jsou statisticky nezávislé veličiny. Prvky pod diagonálou jsou s prvky nad diagonálou nutně zkorelovány, díky symetrii či hermiticitě matice. Stejný požadavek je také kladen na prvky matic třídy BRME, zde se samozřejmě neuvažují prvky ležící nad nenulovým pásem, neboť ty již nejsou náhodnými veličinami.